# 綾歌郵便局
綾歌郵便局（あやうたゆうびんきょく）は、香川県丸亀市にある郵便局。民営化前の分類では集配特定郵便局であった。

## 概要
住所：〒769-2499 香川県丸亀市綾歌町岡田下字西小椎尾531番地6

## 沿革
- 1910年（明治43年）6月1日 - 岡田郵便局として開設[1]。
- 1953年（昭和28年）6月1日 - 富熊簡易郵便局の廃止に伴い、取扱事務を承継[2]。
- 1959年（昭和34年）8月1日 - 綾歌郵便局に改称。
- 1973年（昭和48年）1月24日 - 電話交換業務を琴平電報電話局に移管。
- 1984年（昭和59年）2月22日 - 和文電報配達業務を丸亀電報電話局に移管。
- 2007年（平成19年）10月1日 - 民営化に伴い、併設された郵便事業丸亀支店綾歌集配センターに一部業務を移管。
- 2012年（平成24年）10月1日 - 日本郵便株式会社発足に伴い、郵便事業丸亀支店綾歌集配センターを綾歌郵便局に統合。

## 取扱内容
- 郵便、印紙、ゆうパック、内容証明
- 貯金、為替、振替、振込、国際送金、国債
- 生命保険、バイク自賠責保険
- ゆうちょ銀行ATM（管轄はゆうちょ銀行松山支店）
- 丸亀市内の一部地域（綾歌町全域：〒761-24xx）の集配業務

## 周辺
- 丸亀市立岡田小学校
- 国道32号
- 香川県道47号岡田善通寺線
- 綾川

## アクセス
- 琴電琴平線 岡田駅から西へ300m（徒歩約10分）
- 琴参バス 岡田中央停留所下車
- 瀬戸中央自動車道 坂出ICから南へ、もしくは高松自動車道 善通寺ICから南東へそれぞれ約10km
- 国道438号沿い
- 駐車場あり：8台